# Ammoplanus strumae
Ammoplanus strumae is een vliesvleugelig insect uit de familie van de graafwespen (Crabronidae). De wetenschappelijke naam van de soort is voor het eerst geldig gepubliceerd in 2001 door Boucek.